# 코니 헉
코니 헉(영어: Konnie Huq, 1975년 7월 17일~)은 잉글랜드의 텔레비전 진행자, 극작가이다. 방글라데시계 무슬림 가정에서 태어났다.